# Ligne de Lutterbach à Kruth
La ligne de Lutterbach à Kruth est une ligne de chemin de fer française, à écartement standard et à voie unique partiellement électrifiée, du Haut-Rhin. Elle relie les gares de Lutterbach et de Kruth, en passant par Thann.
Elle constitue la ligne n°130 000 du réseau ferré national.
Dans l'ancienne nomenclature de la région Est de la SNCF, elle était numérotée « ligne 32 » et désignée en tant que « Ligne Kruth – Mulhouse ».

## Historique
À la suite d'une demande de Monsieur Nicolas Kœchlin, la ligne de Mulhouse à Thann est déclarée d'utilité publique et lui est concédée par une loi du 17 juillet 1837.
Elle est la troisième ligne de chemin de fer de France à avoir été ouverte au trafic passager. Le tronçon de Lutterbach à Thann, partie de la ligne originelle de Mulhouse à Thann, est inauguré le 1er septembre 1839 et sera financé par les industriels de la région.
La Société anonyme du chemin de fer de Mulhouse à Thann est constituée par un acte signé les 3, 5 et 10 juillet 1852. Elle est autorisée par un décret le 30 juillet suivant.
Le 19 mai 1855, la Société anonyme du chemin de fer de Mulhouse à Thann signe avec la Compagnie des chemins de fer de l'Est un traité de fusion. Ce traité est approuvé par un décret impérial le 29 mai 1858.
La section entre Thann et Wesserling est concédée à la Compagnie des chemins de fer de l'Est par une convention signée les 24 juillet 1858 et 11 juin 1859. Cette convention est approuvée par décret impérial le 11 juin 1859. Cette section a été ouverte le 25 novembre 1863. La section de Wesserling à Kruth est mise en service le 2 janvier 1905 par la Direction générale impériale des chemins de fer d'Alsace-Lorraine.
Le 28 mars 1920 une loi déclare d'utilité publique la réalisation d'une ligne « de Saint-Maurice à Wesserling » au travers du massif des Vosges, et assurant la jonction avec la ligne d'Épinal à Bussang. Les travaux de construction de la ligne de Saint-Maurice à Wesserling sont restés inachevés malgré l'avancement des travaux de percement d'un tunnel de 8 287 m sous le col de Bussang et la réalisation de presque tous les ouvrages d'art. Ce projet de ligne, abandonné en 1935, aurait permis d'assurer des relations entre Nancy-Ville, Épinal et Mulhouse-Ville.
Le 4 novembre 2018, un train touristique tiré par une locomotive à vapeur Pacific 231 relie Mulhouse à Wesserling pour commémorer la fin de la Grand Guerre.

## Infrastructure
C'est aujourd'hui une ligne à une voie banalisée jusqu’à Wesserling et une ligne à voie unique de Wesserling à Kruth. En effet le tronçon de Lutterbach à Cernay était à l'origine à double voie. Le profil est médiocre avec des déclivités qui atteignent 1,7 % en gare de Ranspach.
Elle comportait trois tunnels de faible longueur dont le premier, celui de Thann, a été supprimé à l'occasion des travaux du tram-train en 2009. Il n'existe aucun pont ou viaduc d'importance.
La gare de Cernay constitue l'origine de la ligne de Cernay à Sewen. Cette ligne, en partie déposée, est désormais exploitée par un train touristique.
Le tronçon de Lutterbach à Thann-Saint-Jacques a été électrifiée en 25 kv - 50Hz (ligne de contact simplifiée de type "trolley")[réf. souhaitée] en juillet 2009 en prévision de la mise en service de la première phase du tram-train Mulhouse Vallée de la Thur qui a eu lieu le 12 décembre 2010.
La ligne compte cinq  embranchements privés :
- les usines chimiques de Thann et Vieux-Thann qui sont toujours desservies par le fer ;
- l'usine d'imprimerie industrielle Braun à Vieux-Thann ;
- l'usine agrochimique DuPont à Cernay, qui ne connait plus de trafic ;
- l'usine de teinture Bima 83, qui ne connait plus de trafic ;
- l'entreprise d'enfouissement de déchets ultimes Stocamine, sur le site de l'ancien carreau de mine Joseph-Else des Mines de potasse d'Alsace. Cet embranchement a été déposé[réf. souhaitée].

### Gares de la ligne

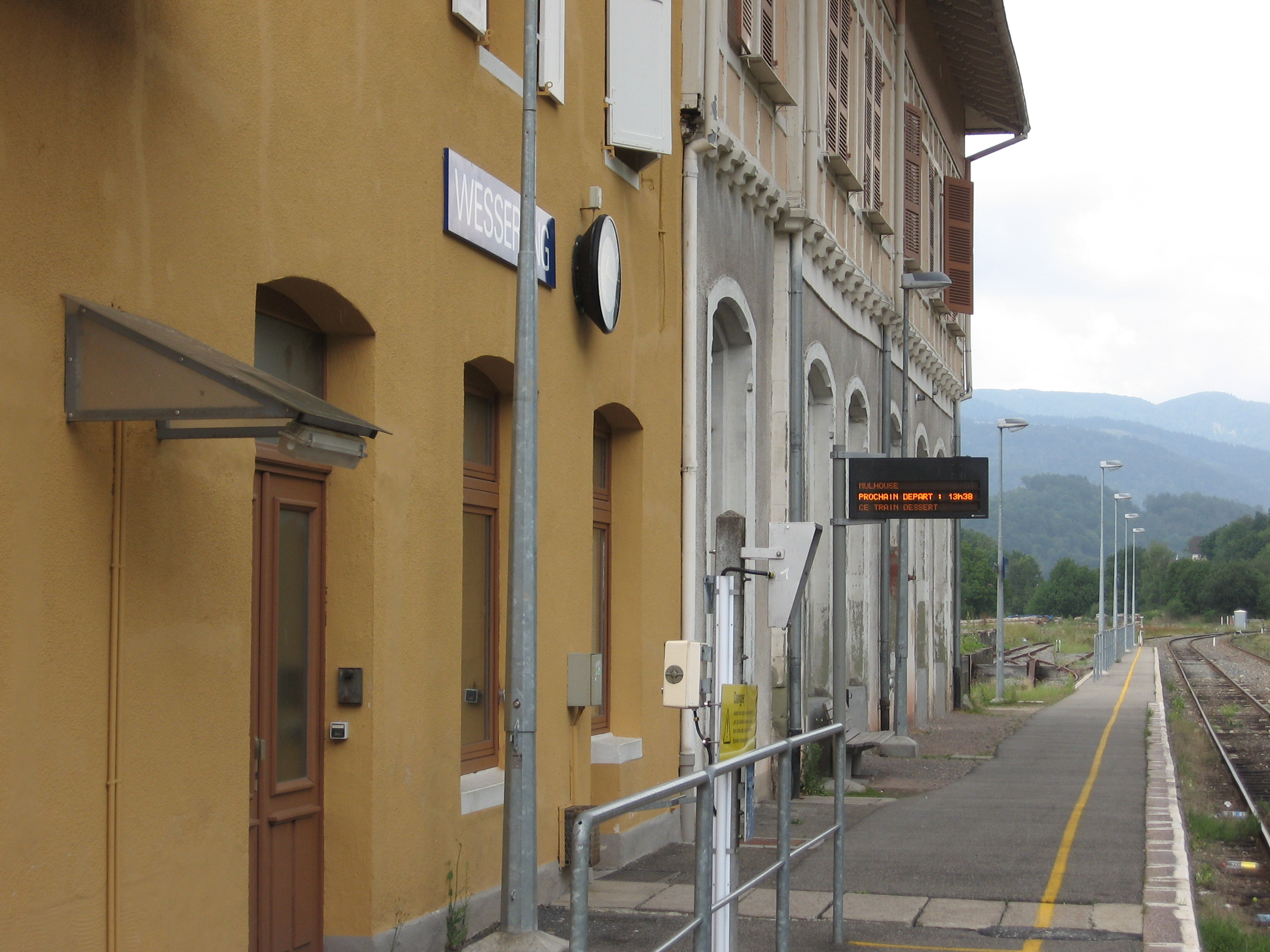
Gare de Wesserling.

La ligne compte 17 gares, toutes en service. Wittelsheim dispose de deux gares sur son ban communal : la gare de Graffenwald dessert le sud de la commune. Quant à la commune de Fellering, elle a la particularité d'accueillir également deux gares sur son ban communal : la sienne et celle de Wesserling.
Depuis la mise en service du Tram-train Mulhouse Vallée de la Thur, la commune de Vieux-Thann dispose de deux gares au lieu d'une, et celle de Thann de trois gares au lieu de deux. C'est également à cette occasion qu'a été inaugurée la gare de Ranspach, commune qui a dû attendre 147 ans avant de pouvoir disposer d'un arrêt sur cette ligne.

## Exploitation
Depuis le 12 décembre 2010, la ligne est parcourue :
- d'une part par le tram-train Mulhouse Vallée de la Thur (exploité conjointement par la SNCF et Soléa, l'opérateur des transports urbains de Mulhouse), limité à Thann-Saint-Jacques
- d'autre part par les trains de la ligne Mulhouse - Kruth du TER Alsace, dont certains services se limitent à la section entre Thann-St-Jacques et Kruth.
Par rapport à la situation avant 2010, cette dernière section souffre de l'allongement du temps de parcours entre Thann et Mulhouse ainsi que de la correspondance imposée avec le tram-train en gare de Thann-St-Jacques sur certains services, malgré l'augmentation du nombre total des dessertes.